# Loigny-la-Bataille
Loigny-la-Bataille – miejscowość i gmina we Francji, w Regionie Centralnym, w departamencie Eure-et-Loir.
Według danych na rok 1990 gminę zamieszkiwało 178 osób, a gęstość zaludnienia wynosiła 10 osób/km² (wśród 1842 gmin Regionu Centralnego Loigny-la-Bataille plasuje się na 961. miejscu pod względem liczby ludności, natomiast pod względem powierzchni na miejscu 755.).